# Алтайски район (Източноказахстанска област)
Зиряновски район (на казахски: Зырян ауданы) е съставна част на Източноказахстанска област, Казахстан, с обща площ 10 470 км2 и население 64 794 души (по приблизителна оценка към 1 януари 2020 г.).
Административен център е град Зиряновск.